# Горн, Густав (1614—1666)
Барон Густав Горн (швед. Gustaf Evertsson Horn af Kanckas, friherre Horn af Marienborg; 1614, Лему, Финляндия — 27 февраля 1666, Штаде) — шведский фельдмаршал, сын Эверта Горна.

## Биография
Принадлежал к известному шведско-финляндскому дворянскому роду Горнов.
С 1640 года — полковник, с 1647 года — генерал-майор от кавалерии. В 1651 году вместе со своим двоюродным братом Хенриком Хенрикссоном Горном был возведён в баронское достоинство. С 1652 года — генерал-лейтенант. В 1653 году был назначен членом риксрода, а годом позже генерал-губернатором Ингерманландии и Кексгольмского лена.
С 1656 года — генерал, а с 1658 года — генерал-фельдцейхмейстер.
В 1663 году произведён в фельдмаршалы и назначен генерал-губернатором Бремена и Вердена.
Похоронен в кафедральном соборе Турку.

## Образ в литературе
Барон Густав Горн — один из главных героев исторического романа Виктора Кокосова «Струги на Неве», посвящённого русско-шведской войне 1656—1658 годов.